# クィントゥス・カエキリウス・メテッルス・クレティクス
クィントゥス・カエキリウス・メテッルス・クレティクス（Quintus Caecilius Metellus Creticus）はプレプス（平民）出身の共和政ローマの政務官。紀元前69年に執政官（コンスル）を務めた。クレティクスのアグノーメン（第四名、添え名）はクレタ島を平定したことに由来する。

## 家族

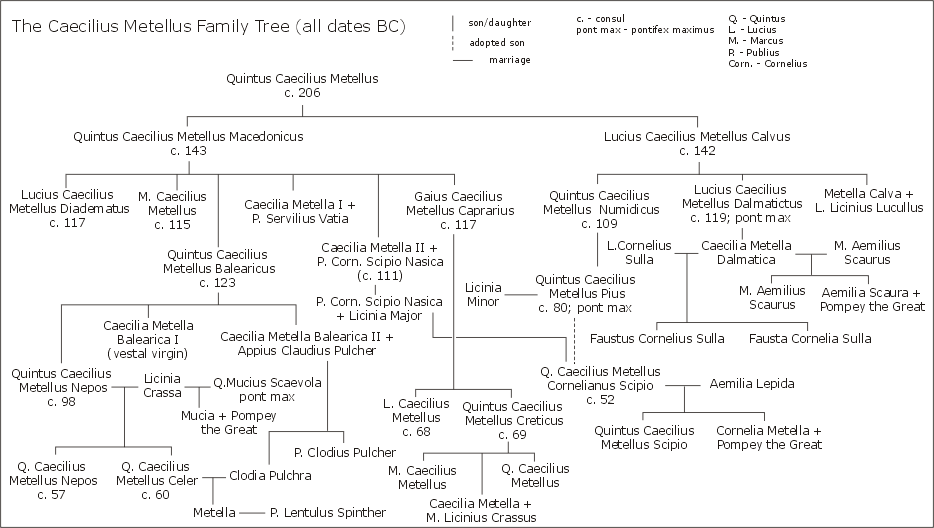
カエキリウス・メテッルス家系図

カエキリウス氏族はプレプスであるが、中でもカエキリウス・メテッルス家はノビレス（新貴族）の一員としてオプティマテス（門閥派）の中でも有力な一族であった。紀元前2世紀以降はローマの政治に莫大な影響力を与え続けた。メテッルスというコグノーメン（第三名、家族名）はおそらく「傭兵」（メルケナリウス）を意味する。詩人グナエウス・ナエウィウスに関連した諺で、「ローマの執政官になるのはメテッルス家の宿命である」というものもあるほどで、クレティクスの兄弟、父、祖父、3人の叔父、曽祖父、さらには曽曽祖父も執政官を務めていた。
クィントゥス・カエキリウス・メテッルス・マケドニクスはクレティクスの祖父である。紀元前148年に法務官（プラエトル）となり、マケドニアに渡ってマケドニア王を僭称したアンドリスコスに勝利し、マケドニア属州を成立させている。その後ローマで凱旋式を実施するとともにマケドニクスのアグノーメン（第四名、添え名）を得た。マケドニクスは紀元前143年には執政官、紀元前131年には監察官（ケンソル）となっている。マケドニクスはオプティマテスの有力者としてグラックス兄弟の急進的な改革に反対した。マケドニクスには4人の息子がいたが、全員が執政官となっている。
クレティクスの父ガイウス・カエキリウス・メテッルス・カプラリウスはマケドニクスの末の息子である。紀元前133年にはスキピオ・アエミリアヌスの下でヌマンティア戦争を戦った。カプラリウスは紀元前117年に法務官、紀元前113年に執政官となり、翌年には前執政官（プロコンスル）としてトラキアで勝利した。紀元前111年には凱旋式を実施している。紀元前102年には監察官を務めた。
クレティクスには2人の兄弟がおり、ルキウス・カエキリウス・メテッルスは紀元前71年に法務官、紀元前70年にはシキリア属州総督を務め、紀元前68年には執政官となったが任期中に死亡した。もう一人のマルクス・カエキリウス・メテッルスは紀元前69年に法務官を務めている。
クレティクスの女兄弟であるカエキリア・メテッラは紀元前73年から紀元前71年までシキリア属州総督として悪政を行ったガイウス・ウェッレス（en）の妻である。
クレティクスの娘もカエキリア・メテッラという名前であるが、著名な第一回三頭政治家の一人であるマルクス・リキニウス・クラッススの息子マルクスと結婚した。カエキリアの霊廟は、今もアッピア街道沿いに残っている。
クレティクスの息子クィントゥスは護民官を務めた。

## 経歴

### クレタ島での戦い
東ローマ帝国の文人皇帝コンスタンティノス7世によれば、クレタ島はポントス王ミトリダテス6世を支援して、傭兵を提供していた。当時ローマはミトリダテスと戦っており、苦戦を強いられていた。クレタ人は地中海を荒らしていた海賊を支援し、さらには同盟していた。当時の地中海で海賊は恐怖の対象であった。航行する船には拿捕されるおそれがあり、ローマへの穀物輸送に支障を来していた。さらには港も海賊の襲撃を受ける状況にあった。マルクス・アントニウス・クレティクス（著名なマルクス・アントニウスの父）はクレタ島に使節を送り、ミトリダテスと海賊への支援を止めるよう要求した。しかしクレタはこれを拒否、戦争となった。講和の条件はクレタの司令官であったラステンスの降伏、クレタ島に抑留されている全ローマ人の解放、全海賊船の引渡し、人質300人の供出、および4000タレントの銀の提出であった。クレタはこの条件を拒否した。
クレティクスは紀元前69年の執政官であったが、執政官任期中に前執政官としてクレタに赴くように依頼された。同僚執政官のクィントゥス・ホルテンシウス・ホルタルスはこれを拒否していた。クレティクスはクレタのいくつかの都市を占領し大きな成功を収めたが、クレタは紀元前67年にグナエウス・ポンペイウスに仲裁を依頼した。同年にポンペイウスは護民官アウルス・ガビニウスが立案したガビニウス法によって海賊討伐の総司令官となり、地中海の海賊を平定していた。クレタはポンペイウスがより寛大な条件で降伏を受け入れることを期待していた。クレタでの軍事指揮権はクレティクスにあったが、ポンペイウスはこれを無視してクレタの降伏を受け入れた。ポンペイウスはクレティクスに彼の軍団と共にクレタを離れるように命令したが、クレティクスは戦闘継続に執着した。結局クレティクスはクレタ島を征服し、ローマの属州とした。
クレティクスがポンペイウスの命令に従わなかったため、彼と彼の支持者達は、長い間クレティクスの凱旋式実施を認めなかった。紀元前62年にようやく凱旋式を実施するとともに、「クレティクス」のアグノーメンを得ている。凱旋式実施を妨害したことに対する報復として、クレティクスはポンペイウスの東部での領土再編法案を元老院が批准することを、紀元前60年まで拒んだ。クレティクスは紀元前50年代後半に没するまで、反ポンペイウス派の重鎮として活動した。

### ガリア
キケロのアッティクスへの手紙によれば、紀元前60年にクレティクスはガリアの部族がハエドゥイ族との同盟に加わるのを阻止するために、特使として派遣されている。

## ウェッレス弾劾裁判
紀元前70年後半に行われたキケロの『ウェッレス弾劾演説』では、キケロはシキリア属州住民の代理訴追人となり、属州総督ガイウス・ウェッレスを不法所得返還請求で訴追した。ウェッレスは紀元前73年から紀元前71年にかけて総督を務めたが、倫理的に腐敗し、賄賂を受け取っていただけでなく、4000万セステルティウス相当の金品を盗んだとシキリア住民に告発されていた。彼らはまた、ウェッレスが正式な裁判無しにローマ市民を死刑にしたことが、ローマの法に触れると訴えていた。クレティクスとクィントゥス・ホルテンシウス・ホルタルスは翌年の執政官選挙に当選していたが、両者ともにウェッレスと親しく、彼を支援することとした。ホルタルスは被告側弁護人となり、クレティクスの兄弟のマルクスが不法所得返還請求を受け付ける審問所（quaestio de repetundis）の翌年のプラエトルであった。被告側は、裁判の開始を翌年まで延期し、クレティクス、ホルタルス、マルクスの影響力を判決に利用しようとした。このため、キケロはクレティクスを「義務と権威を投げ出した」として、例えウェッレスの悪政と直接的な関係は無いにせよ、腐敗していると非難した。キケロは、クレティクスが執政官選挙に勝ったのは自分自身の能力のためでなく、ウェッレスの賄賂によるものであると二度にわたって示唆し、さらにクレティクスを反ウェッレスに転向させようとして、ウェッレス自身がそう言っていると述べている。
キケロは紀元前63年に執政官となりカティリナの陰謀の支持者達を死刑としたが、これが法律違反であるとして紀元前58年にローマを追放されていた。その後追放は解かれたが、帰還後の元老院での演説で、クレティクスの親戚であるクィントゥス・カエキリウス・メテッルス・ケレル（紀元前60年の執政官）の援助を得たことを述べている。キケロはケレルが真に貴人であり、自然に優れた気質を持っているとしている。以前は政敵であったにもかかわらず、キケロはメテッルス家を模範的な市民であると讃えている。

## 参考資料
- Broughton, T. R. S. (1952). The Magistrates of the Roman Republic Vol.2. American Philological Association
- Grant, Michael Cicero: Selected Works. London: Penguin Books. 1960. 45-47.
- Hornblower, Simon and Anthony Spawforth. The Oxford Classical Dictionary, 3rd Edition. New York: Oxford University Press. 1996. 269.
- Humphries, Rolfe. The Satires of Juvenal. Bloomington: Indiana University Press. 1958. 102.
- Salazar, Christine F. Brill's New Pauly: Encyclopedia of the Ancient World Vol. 2. Boston: Brill Leiden. 2003. 874-879.
- Watson, John Selby. Eutropius: Abridgement of Roman History. London: Henry G. Bohn. 1853. 6.11.
- Winstedt, E.O. Cicero: Letters to Atticus. Cambridge: Harvard University Press. 1912. 83.
- The Conquest of Crete from Constantine VII Porphyrogenitus: The Embassies. livius.org
- Yonge, C.D. Post Reditum in Senatu. London: Henry G. Bohn. 1856.